# Jims
Jims est une franchise de salle de fitness belge appartenant à Colruyt Group.
Fin 2024, depuis le rachat de NRG (une chaine de fitness belge également), la chaine compte 80 salles à travers la Belgique et le Luxembourg,.
En Belgique, Jims est le principal concurrent à Basic Fit.